# Pratone
Pratone è un oggetto di disegno industriale progettato dai designer italiani Giorgio Ceretti, Pietro Derossi e Riccardo Rosso nel 1971 e messa in produzione nello stesso anno dall'azienda italiana Gufram. Si tratta di un prodotto molto rilevante nella storia del design italiano, è esposto in moltissimi musei d'arte moderna e di design (come per esempio al MART di Rovereto ma anche al PLart di Napoli), fa parte della collezione permanente del Triennale Design Museum di Milano, dove è stato esposto durante la 4ª edizione di quest'ultimo "Le fabbriche dei sogni" nel 2011.

## Descrizione
Si tratta di un oggetto che ruota attorno al concetto di massima espressione di creatività a discapito anche di esigenze funzionali. Non a caso Pratone oltre ad essere un'insolita seduta, dove l'utilizzatore si abbandona sdraiandosi in modo del tutto non convenzionale tra gli enormi morbidi fili d'erba che la compongono, è principalmente un'opera d'arte contemporanea decorativa, che racchiude quindi tutto il concetto di inutilità che porta con sé il termine "arte". La seduta è comunque funzionale nel suo scopo, permette quindi di raggiungere una posizione comoda anche se insolita.

### Forma
Si presenta come una grande porzione di prato i cui lati ondulati permettono di accoppiare più pezzi creando un vasto prato verde artificiale di grandi dimensioni; dalla base quadrata di ogni singolo pezzo si innalzano spessi fili d'erba sagomati orientati in modo diverso gli uni rispetto agli altri con una certa logica. Di colore verde molto vivace, Pratone è diventato presto un'icona dell'arredamento "pop" degli anni settanta e seguenti.

### Caratteristiche tecniche
Pratone è realizzato in un unico materiale, si tratta infatti di un unico pezzo in poliuretano espanso, schiumato a freddo e rivestito in vernice lavabile brevettata dalla Gufram stessa, denominata "Guflac". Il materiale ha una densità tale che permette agli steli di avere ottime proprietà meccaniche soprattutto per quanto riguarda la loro deformazione elastica; Gli steli infatti riprendono facilmente la forma iniziale dopo l'utilizzo.
| lato base quadrata | 140 cm |
| altezza stelo      | 95 cm  |
| peso               | 52 kg  |